# Худи

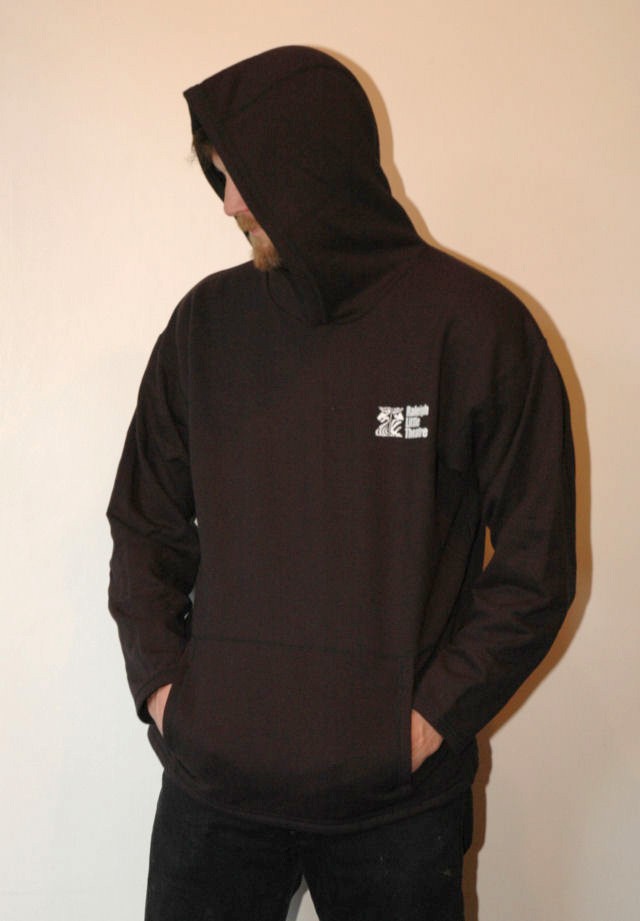
Спортивное худи

Ху́ди (англ. hoodie от hood — «капюшон») — свитер или свитшот из мягкого хлопчатобумажного трикотажа или флиса с капюшоном, а также боковыми скрытыми карманами. Также худи сходно с анораком — лёгкой курткой с капюшоном, тоже надеваемой через голову; как и анорак, может иметь большие накладные карманы-«кенгурятники» спереди и шнуровку-утяжку на капюшоне.
Современный стиль худи впервые был представлен в 1930-х годах в продукции компании Champion, причём эта одежда предназначалась для тех, кто работал в морозных условиях на севере штата Нью-Йорк.
Молодёжная мода на худи возникла после премьеры фильма «Рокки» (1976), где подобную одежду носил главный герой в исполнении Сильвестра Сталлоне. На рубеже 1980-х гг. в Нью-Йорке стремительно развивалась хип-хоп-культура. Несмотря на то, что в то время худи ассоциировалось с темнокожими выходцами из криминальной среды, дизайнер одежды Норма Камали первой решила сделать его ключевым элементом своей коллекции высокой моды.
В 1980-е гг. худи превратилось в такой же неотъемлемый элемент американской подростковой одежды, как джинсы. В 1990-х годах на худи обратили своё внимание Джорджо Армани, Томми Хилфигер, Ральф Лорен. Ведущие модельеры стали включать этот вид молодёжной одежды в свои коллекции. К началу XXI века худи стало атрибутом любителей городского спорта (роллеров, скейтбордистов, велосипедистов) и представителей субкультур во всём мире.
В Великобритании худи ассоциируются с подростками-хулиганами и антисоциальными лицами, которые скрывают своё лицо, чтобы избежать идентификации при помощи видеокамер. В 2005—2006 гг. ряд торговых центров запретили вход покупателям в худи, что вызвало критику в прессе. Премьер-министр Тони Блэр фактически поддержал ограничение, тогда как его политический противник Дэвид Кэмерон заявил, что люди скрывают свои лица под капюшонами не из агрессивных побуждений, а в защитных целях.